# سعيد أحمد
سعيد أحمد (بالإنجليزية: Saeed Ahmed)‏ هو لاعب كرة قدم باكستاني، ولد في 1 فبراير 1990 في باكستان. شارك مع منتخب باكستان لكرة القدم. أما مع النوادي، فقد لعب مع Muslim FC ‏.